# Anne Mette Pedersen
Anne Mette Pedersen (født 25. oktober 1992) er en tidligere dansk håndboldspiller. Hun har tidligere optrådt for FCM Håndbold, Ringkøbing Håndbold, København Håndbold og Odense Håndbold. Hun har op til flere U-landsholdskampe på CV'et. Hun har også fået debut på det danske A-landshold.
Da hun kom tilbage fra hendes korsbåndsskade i 2012, søgte hun efter mere spilletid, og hun blev derfor udlejet til Ringkøbing Håndbold, som dengang spillede 1. division, i november 2012 og for resten af sæsonen 12/13. Hun trænede dog stadig med sine gamle holdkammerater fra FCM Håndbold én gang om ugen.